# Bršadin
Bršadin (srp. ćir. Бршадин; mađ. Borsod), je naselje u Republici Hrvatskoj, u sastavu Općine Trpinja, Vukovarsko-srijemska županija. 

## Stanovništvo
Prema popisu stanovništva iz 2001. godine, naselje je imalo 1514 stanovnika te 522 obiteljskih kućanstava. Prema prvim rezultatima popisa stanovništva iz 2021. godine u naselju stalno prebiva 931 stanovnika u 401 kućanstvu.
| broj stanovnika | 610   | 668   | 712   | 808   | 869   | 941   | 998   | 1037  | 1004  | 1028  | 1257  | 1764  | 2093  | 1887  | 1514  | 1341  | 931   |
|                 | 1857. | 1869. | 1880. | 1890. | 1900. | 1910. | 1921. | 1931. | 1948. | 1953. | 1961. | 1971. | 1981. | 1991. | 2001. | 2011. | 2021. |

## Kultura
Kulturno-umjetničko društvo "Vaso Đurđević" postoji od 1981. godine. Ono se prvenstveno bavi njegovanjem narodnih običaja i tradicije srpskog življa s područja Republike Hrvatske, a također i narodnih igara, pjesama i melodija poteklih iz Srbije. Trenutačno je aktivna samo folklorna sekcija, dok su prvih 10 godina postojale i dramsko-recitatorska i likovna sekcija.

## Spomenici i znamenitosti
U selu se nalazi spomenik (bista) narodnom heroju iz Drugog svjetskog rata Vasi Đurđeviću.

### Religija
Od sredine 18. stoljeća, na mjestu gdje je ranije postojala drvena pravoslavna crkva, stoji pravoslavna crkva posvećena sv. arkanđelu Gabrielu.

## Poznate osobe
- Vaso Đurđević-Turčin (1923-1944), narodni heroj

## Šport
- NK Bršadin
- Šahovski klub Bršadin